# Korthalsia
Korthalsia, rod palmovki smješten u vlastiti podtribus Korthalsiinae, dio tribusa Calameae. Postoji 27 priznatih vrsta koje rastu od Indokine do Nove Gvineje, uključujući i velike otoke Borneo, Java, Sumatra, Celebes i Filipine.

## Vrste
1. Korthalsia angustifolia Blume
2. Korthalsia bejaudii Gagnep. ex Humbert
3. Korthalsia brassii Burret
4. Korthalsia celebica Becc.
5. Korthalsia cheb Becc.
6. Korthalsia concolor Burret
7. Korthalsia debilis Blume
8. Korthalsia echinometra Becc.
9. Korthalsia ferox Becc.
10. Korthalsia flagellaris Miq.
11. Korthalsia furcata Becc.
12. Korthalsia furtadoana J.Dransf.
13. Korthalsia hispida Becc.
14. Korthalsia jala J.Dransf.
15. Korthalsia junghuhnii Miq.
16. Korthalsia laciniosa (Griff.) Mart.
17. Korthalsia lanceolata J.Dransf.
18. Korthalsia merrillii Becc.
19. Korthalsia minor A.J.Hend. & N.Q.Dung
20. Korthalsia paucijuga Becc.
21. Korthalsia rigida Blume
22. Korthalsia robusta Blume
23. Korthalsia rogersii Becc.
24. Korthalsia rostrata Blume
25. Korthalsia scaphigeroides Becc.
26. Korthalsia scortechinii Becc.
27. Korthalsia tenuissima Becc.
28. Korthalsia zippelii Blume

## Sinonimi
- Calamosagus Griff.